# Бабич Іван Федорович
Іван Федорович Бабич (?-?) - князь герба Друцьк.

## Життєпис
Князь Іван Бабич був сином князя Друцького Федора Івановича Бабича герба Друцьк.
Засновник роду Друцьких-Озерецьких.
Згадується від 1476 року. Пізніше брав участь у повстанні князів Глинських 1508 року у Великому князівстві Литовському і Руському. Після поразки повстання, разом з М. Глинським переїхав до Московії. Його сини князі Андрій і Семен мали маєтки в Озериці поблизу Друцька, вони залишилися у Великому князівстві Литовському і Руському та зберегли свої уділи. Від них пішли князі Озерецькі.
Дружина Івана Бабича також залишилася у ВКЛ, і князь Московський Василь III 1509 року безуспішно домагався у короля Сигізмунда I її видачі.